# Rafael Grovas Félix
Rafael Grovas Felix (29 de noviembre de 1905 – 9 de septiembre de 1991) fue un obispo católicoº.
Ordenado sacerdote el 7 de abril de 1928. Grovas Felix fue nombrado obispo de la Diócesis de Caguas, Puerto Rico el 19 de enero de 1965 y ordenado el 2 de marzo de ese mismo año retirándose en 1981.
Fallece el 9 de septiembre de 1991 y el sepelio se efectuó el 12 de septiembre en la Iglesia Catedral de Caguas donde descansan sus restos.